# YOB
Yob (чаще всего пишется как YOB) — американская дум-метал группа из Юджина (Орегон). В состав группы входят Майк Шайдт (гитара, вокал), Аарон Ризберг (бас-гитара) и Трэвис Фостер (барабаны). Последняя студийная работа группы, полноформатный альбом Our Raw Heart, вышел в июне 2018 года.

## История

### Ранние годы
До основания Yob Шайдт был бас-гитаристом в хардкор группах — к их числу относятся Chemikill, Dirty Sanchez и H.C. Minds. В 1996 году Майк переключается на электрогитару и вокал, после чего решает собрать собственный проект Yob. В первый состав группы кроме Майка вошли бас-гитарист Лоуэлл Илс и барабанщик Грег Оккон. В 1999 году Шейдт и Оккон сделали первую одноимённую демозапись для сайта Stonerrock.com. Первый состав группы продержался недолго — при записи первого полноформатного альбома «Elaborations Of Carbon» на студии 12th Records в Вашингтоне в 2001 году Майк принял решение обновить состав группы. Бас-гитаристом стал Исаму Сату (ex-Thrombus, H.C. Minds), за барабанную установку сел Гейб Морли (ex-Lightweight, Fingertrap).
В 2002 году группа подписала контракт с лейблом Lunasound/Abstrac Sounds. 4 ноября 2003 года на лейбле официально вышел альбом «Catharsis». Альбом содержал всего три трека и при этом длился 50 минут. Многие критики и фанаты отметили влияние 70-х и прогрессива. После выхода альбома барабанщик принял решение покинуть группу, его место занял Трэвис Фостер.
Третий студийный релиз «The Illusion of Motion» вышел в 2004 на Metal Blade Records. В 2005 вышел четвёртый альбом «The Unreal Never Lived».
10 июля 2006 года, спустя десять лет существования группы, Шайдт в пресс-релизе объявил о расформировании проекта. Майк принял такое решение спустя полгода после ухода Исату и Трэвиса из группы. В то же время Майк объявил, что начинает работу над новым проектом Middian.

### Воссоединение группы, активность в настоящее время
В 2008 Шайдт и Фостер воссоединились для нескольких концертных выступлений и работы над ещё одним альбомом. В 2009 году к группе присоединился басист Аарон Ризберг, ранее игравший в группе Norska со своим старшим братом. В том же году на лейбле Profound Lone Records вышел альбом «The Great Cessation». В 2010 году группа выступила на музыкальном фестивале Roadburn Festival в Нидерландах. После этого группа много гастролировала по Америке с именитыми командами.
В 2011 вышел альбом «Atma». Спустя три года группа подписала контракт с лейблом Neurot Recordings и в сентябре того же года выпустила монументальную работу «Clearing the Path to Ascend». Альбом получил широкое признание, удостоился восторженных отзывов от журнала Rolling Stone. В первой половине 2017 года Шайдт перенес серьёзные проблемы со здоровьем. Это вдохновило его на написание новых песен и отразилось в музыке следующего альбома «Our Raw Heart». Альбом вышел 8 июня 2018 года на лейбле Relapse Records.

## Дискография

### Студийные альбомы
- Elaborations of Carbon (2002, 12th Records)
- Catharsis (04.11.2003, Abstract Records)
- The Illusion of Motion (19.10.2004, Metal Blade Records)
- The Unreal Never Lived (05.09.2005, Metal Blade Records)
- The Great Cessation (14.07.2009, Profound Lore Records)
- Atma (16.08.2011, Profound Lore Records)
- Clearing the Path to Ascend (29.08.2014, Neurot Recordings)
- Our Raw Heart (08.06.2018, Relapse Records)

### Концертные альбомы
- Live at Roadburn 2010 (01.09.2011, Roadburn Records)
- The Unreal Never Lived: Live at Roadburn 2012 (10.04.2014, Roadburn Records)
- Pickathon 2019 — Live from the Galaxy Barn (03.07.2020; вышел независимо)

## Участники группы

### Текущий состав
- Майк Шайдт — вокал, гитара (1996–2006, 2008–н.в)
- Аарон Ризберг — бас-гитара (2009–н.в.)
- Трэвис Фостер — барабаны (2003–2005, 2008–н.в.)

### Участники прошлых лет
- Лоуэлл Илс — бас-гитара (1996-2001)
- Грег Оккон — барабаны (1996-2001)
- Гейб Морли — барабаны (2001–2003)
- Исаму Сату — бас-гитара (2001–2005)